# E-Prix de Punta del Este de 2015
El e-Prix de Punta del Este de 2015 (oficialmente, el 2015 Julius Baer Punta del Este ePrix) fue una carrera de monoplazas eléctricos del campeonato de la FIA de Fórmula E que transcurrió el 19 de diciembre de 2015 en el circuito callejero de Punta del Este en Punta del Este, Uruguay. Es la tercera carrera de la segunda temporada de este campeonato de monoplazas eléctricos y la primera en arribar a América.
Durante la realización del ePrix en el icónico balneario uruguayo, hubo diferencias entre el gobierno local y los organizadores de la Fórmula E, quienes fueron citados a declarar. Por su parte, Alejandro Agag cuestionó la falta de apoyo del estado uruguayo para el desarrollo del evento.

## Entrenamientos libres

### Primeros libres
| Pos. | N.º | Piloto                 | Equipo                    | Tiempo   | Diferencia | Vueltas |
| ---- | --- | ---------------------- | ------------------------- | -------- | ---------- | ------- |
| 1    | 9   | Sébastien Buemi        | Renault e.Dams            | 1:15.179 |            | 19      |
| 2    | 2   | Sam Bird               | Virgin Racing             | 1:16.327 | +1.148     | 16      |
| 3    | 11  | Lucas di Grassi        | ABT Schaeffler Audi Sport | 1:17.155 | +1.976     | 20      |
| 4    | 25  | Jean-Éric Vergne       | DS Virgin Racing          | 1:17.930 | +2.751     | 15      |
| 5    | 27  | Robin Frijns           | Andretti                  | 1:18.052 | +2.873     | 19      |
| 6    | 8   | Nicolas Prost          | Renault e.Dams            | 1:18.101 | +2.922     | 19      |
| 7    | 4   | Stéphane Sarrazin      | Venturi                   | 1:18.118 | +2.939     | 19      |
| 8    | 7   | Jérôme d'Ambrosio      | Dragon Racing             | 1:18.175 | +2.996     | 21      |
| 9    | 6   | Loïc Duval             | Dragon Racing             | 1:18.274 | +3.095     | 15      |
| 10   | 1   | Nelson Piquet, Jr.     | NEXTEV TCR                | 1:18.292 | +3.113     | 22      |
| 11   | 55  | António Félix da Costa | Team Aguri                | 1:18.415 | +3.236     | 21      |
| 12   | 66  | Daniel Abt             | ABT Schaeffler Audi Sport | 1:18.421 | +3.242     | 18      |
| 13   | 23  | Oliver Rowland         | Mahindra Racing           | 1:18.428 | +3.249     | 21      |
| 14   | 21  | Bruno Senna            | Mahindra Racing           | 1:19.053 | +3.874     | 19      |
| 15   | 88  | Oliver Turvey          | NEXTEV TCR                | 1:19.120 | +3.941     | 17      |
| 16   | 77  | Nathanaël Berthon      | Team Aguri                | 1:19.305 | +4.126     | 8       |
| 17   | 28  | Simona de Silvestro    | Andretti                  | 1:19.639 | +4.460     | 20      |
| 18   | 12  | Jacques Villeneuve     | Venturi                   | 1:20.338 | +5.159     | 18      |

### Segundos libres
| Pos. | Nº | Piloto                 | Equipo                    | Tiempo   | Diferencia | Vueltas |
| ---- | -- | ---------------------- | ------------------------- | -------- | ---------- | ------- |
| 1    | 8  | Nicolas Prost          | Renault e.Dams            | 1:15.405 |            | 17      |
| 2    | 11 | Lucas di Grassi        | ABT Schaeffler Audi Sport | 1:15.539 | +0.134     | 16      |
| 3    | 9  | Sébastien Buemi        | Renault e.Dams            | 1:15.694 | +0.289     | 11      |
| 4    | 7  | Jérôme d'Ambrosio      | Dragon Racing             | 1:15.720 | +0.315     | 16      |
| 5    | 27 | Robin Frijns           | Andretti                  | 1:15.860 | +0.455     | 6       |
| 6    | 55 | António Félix da Costa | Team Aguri                | 1:16.246 | +0.841     | 10      |
| 7    | 4  | Stéphane Sarrazin      | Venturi                   | 1:16.324 | +0.919     | 11      |
| 8    | 6  | Loïc Duval             | Dragon Racing             | 1:16.635 | +1.230     | 16      |
| 9    | 2  | Sam Bird               | Virgin Racing             | 1:16.646 | +1.241     | 13      |
| 10   | 88 | Oliver Turvey          | NEXTEV TCR                | 1:16.853 | +1.448     | 14      |
| 11   | 12 | Jacques Villeneuve     | Venturi                   | 1:16.919 | +1.514     | 16      |
| 12   | 66 | Daniel Abt             | ABT Schaeffler Audi Sport | 1:17.618 | +2.213     | 11      |
| 13   | 77 | Nathanaël Berthon      | Team Aguri                | 1:17.780 | +2.375     | 11      |
| 14   | 25 | Jean-Éric Vergne       | DS Virgin Racing          | 1:17.788 | +2.383     | 11      |
| 15   | 28 | Simona de Silvestro    | Andretti                  | 1:17.790 | +2.385     | 15      |
| 16   | 1  | Nelson Piquet, Jr.     | NEXTEV TCR                | 1:17.794 | +2.389     | 15      |
| 17   | 21 | Bruno Senna            | Mahindra Racing           | 1:18.038 | +2.633     | 13      |
| 18   | 23 | Oliver Rowland         | Mahindra Racing           | 1:18.508 | +3.103     | 14      |

## Clasificación

### Resultados
| Pos. | Nº | Piloto                 | Equipo                    | Tiempo   | Diferencia | P. |
| ---- | -- | ---------------------- | ------------------------- | -------- | ---------- | -- |
| 1    | 9  | Sébastien Buemi        | Renault e.Dams            | 1:15.011 |            | ?* |
| 2    | 11 | Lucas di Grassi        | ABT Schaeffler Audi Sport | 1:15.115 | +0.104     | ?* |
| 3    | 7  | Jérôme d'Ambrosio      | Dragon Racing             | 1:15.481 | +0.470     | ?* |
| 4    | 6  | Loïc Duval             | Dragon Racing             | 1:15.748 | +0.737     | ?* |
| 5    | 2  | Sam Bird               | Virgin Racing             | 1:15.790 | +0.779     | ?* |
| 6    | 8  | Nicolas Prost          | Renault e.Dams            | 1:15.913 | +0.902     | 6  |
| 7    | 66 | Daniel Abt             | ABT Schaeffler Audi Sport | 1:15.993 | +0.982     | 7  |
| 8    | 55 | António Félix da Costa | Team Aguri                | 1:16.014 | +1.003     | 8  |
| 9    | 21 | Bruno Senna            | Mahindra Racing           | 1:16.048 | +1.037     | 9  |
| 10   | 88 | Oliver Turvey          | NEXTEV TCR                | 1:16.154 | +1.143     | 10 |
| 11   | 27 | Robin Frijns           | Andretti                  | 1:16.255 | +1.244     | 11 |
| 12   | 1  | Nelson Piquet, Jr.     | NEXTEV TCR                | 1:16.300 | +1.289     | 12 |
| 13   | 4  | Stéphane Sarrazin      | Venturi                   | 1:16.353 | +1.342     | 13 |
| 14   | 77 | Nathanaël Berthon      | Team Aguri                | 1:17.573 | +2.562     | 14 |
| 15   | 28 | Simona de Silvestro    | Andretti                  | 1:18.281 | +3.270     | 15 |
| 16   | 23 | Oliver Rowland         | Mahindra Racing           | 1:19.414 | +4.403     | 16 |
| 17   | 25 | Jean-Éric Vergne       | DS Virgin Racing          | 1:19.946 | +4.935     | 17 |
| 18   | 12 | Jacques Villeneuve     | Venturi                   | 1:28.451 | +13.440    | 18 |

Notas:
- - Las primeras 5 posiciones de la parrilla van a ser determinadas por una Super Pole.

### Super Pole
| Pos. | Nº | Piloto            | Equipo                    | Tiempo   | Diferencia | P. |
| ---- | -- | ----------------- | ------------------------- | -------- | ---------- | -- |
| 1    | 7  | Jérôme d'Ambrosio | Dragon Racing             | 1:15.498 |            | 1  |
| 2    | 6  | Loïc Duval        | Dragon Racing             | 1:15.875 | +0.377     | 2  |
| 3    | 2  | Sam Bird          | Virgin Racing             | 1:16.109 | +0.611     | 3  |
| 4    | 11 | Lucas di Grassi   | ABT Schaeffler Audi Sport | 1:16.635 | +1.137     | 4  |
| 5    | 9  | Sébastien Buemi   | Renault e.Dams            | 1:19.811 | +4.313     | 5  |

## Carrera

### Resultados
| Pos. | Nº | Piloto                 | Equipo                    | Vtas. | Tiempo/Retirado | P. | Puntos |
| ---- | -- | ---------------------- | ------------------------- | ----- | --------------- | -- | ------ |
| 1    | 9  | Sébastien Buemi        | Renault e.Dams            | 33    | 45:59.697       | 5  | 27*    |
| 2    | 11 | Lucas di Grassi        | ABT Schaeffler Audi Sport | 33    | +3.534          | 4  | 18     |
| 3    | 7  | Jérôme d'Ambrosio      | Dragon Racing             | 33    | +6.725          | 1  | 18*    |
| 4    | 6  | Loïc Duval             | Dragon Racing             | 33    | +6.807          | 2  | 12     |
| 5    | 8  | Nicolas Prost          | Renault e.Dams            | 33    | +21.057         | 6  | 10     |
| 6    | 55 | António Félix da Costa | Team Aguri                | 33    | +22.410         | 8  | 8      |
| 7    | 25 | Jean-Éric Vergne       | DS Virgin Racing          | 33    | +57.726         | 17 | 6      |
| 8    | 66 | Daniel Abt             | ABT Schaeffler Audi Sport | 33    | +1:00.744       | 7  | 4      |
| 9    | 4  | Stéphane Sarrazin      | Venturi                   | 33    | +1:03.559       | 13 | 2      |
| 10   | 27 | Robin Frijns           | Andretti                  | 33    | +1:03.840       | 11 | 1      |
| 11   | 28 | Simona de Silvestro    | Andretti                  | 32    | +1 Vuelta       | 15 |        |
| 12   | 88 | Oliver Turvey          | NEXTEV TCR                | 32    | +1 Vuelta       | 10 |        |
| 13   | 23 | Oliver Rowland         | Mahindra Racing           | 32    | +1 Vuelta       | 16 |        |
| 14   | 77 | Nathanaël Berthon      | Team Aguri                | 32    | +1 Vuelta       | 14 |        |
| 15   | 1  | Nelson Piquet, Jr.     | NEXTEV TCR                | 31    | Accidente       | 12 |        |
| Ret  | 21 | Bruno Senna            | Mahindra Racing           | 26    | P. eléctricos   | 9  |        |
| Ret  | 2  | Sam Bird               | DS Virgin Racing          | 17    | Caja de cambios | 3  |        |
| DNS  | 12 | Jacques Villeneuve     | Venturi                   | 0     | Herido          | -- |        |

Notas:
- - Tres puntos para el que marco la pole position (Jérôme d'Ambrosio).
- - Dos puntos para el que marco la vuelta rápida en carrera (Sébastien Buemi)